# لورانس تي نيكولز
لورانس تي نيكولز (بالإنجليزية: Lawrence T. Nichols) هو عالم اجتماع أمريكي، ولد في 21 ديسمبر 1947.